# Keshav Kumar
Keshav Kumar (* 6. Februar 2001 in Singapur) ist ein singapurischer Fußballspieler.

## Karriere
Keshav Kumar erlernte das Fußballspielen in der Schulmannschaft der St. Patrick’s School sowie in der Jugendmannschaft von Balestier Khalsa. Der Verein spielte in der ersten Liga, der Singapore Premier League. Als Juniorenspieler absolvierte er 2020 acht Erstligaspiele. Seinen ersten Profivertrag unterschrieb er bei Balestier am 1. Januar 2022. In seinem ersten Profijahr bestritt er vier Erstligaspiele. Am 1. Januar 2023 trat er seinen Militärdienst an. Von der Singapore Army wurde er am 1. April 2023 an den Erstligisten Young Lions ausgeliehen. Die Young Lions sind eine U23-Mannschaft, die 2002 gegründet wurde. In der Elf spielen U23-Nationalspieler und auch Perspektivspieler. Ihnen soll die Möglichkeit gegeben werden, Spielpraxis in der ersten Liga zu sammeln.